# Sowietskaja Dieriewnia
Sowietskaja Dieriewnia (ros. Советская Деревня) – chutor w zachodniej Rosji, w sielsowiecie płotawskim rejonu oktiabrskiego w obwodzie kurskim.

## Geografia
Miejscowość położona jest 8 km od centrum administracyjnego sielsowietu (Płotawa), 13 km na południowy zachód od centrum administracyjnego rejonu (Priamicyno), 29 km na południowy zachód od Kurska, 17,5 km od drogi magistralnej (federalnego znaczenia) M2 «Krym».
W chutorze znajduje się 10 posesji.
Klimat
Miejscowość, jak i cały rejon, znajduje się w strefie klimatu kontynentalnego z łagodnym ciepłym latem i równomiernie rozłożonymi opadami rocznymi (Dfb w klasyfikacji klimatów Köppena).

## Demografia
W 2010 r. chutor zamieszkiwało 5 osób.